# Genera Florae Americae Boreali-Orientalis Illustrata
Genera Florae Americae Boreali-Orientalis Illustrata (abreviado Gen. Fl. Amer. Bor. Ill.) es un libro con ilustraciones y descripciones botánicas que fue escrito por el naturalista, médico y botánico estadounidense Asa Gray y publicado en 2 volúmenes en los años 1848 a 1849.